# جيمس بروس (كاتب)
جيمس بروس (بالإنجليزية: James Burrows)‏ (و. 1940  م) هو مخرج تلفزيوني، وكاتب سيناريو أمريكي، ولد في لوس أنجلوس.

## التعليم
تعلم في مدرسة ييل للدراما، وكلية أوبرلين، وثانوية الموسيقى والفن.

## أعمال بارزة
من أهم أعماله:
- شيرز.

## جوائز
حصل على جوائز منها:
- جائزة الإيمي برايم تايم
- جائزة نقابة المخرجين الأمريكيين.

## وصلات خارجية
- جيمس بروس على موقع IMDb (الإنجليزية)
- جيمس بروس على موقع ألو سيني (الفرنسية)
- جيمس بروس على موقع أول موفي (الإنجليزية)
- جيمس بروس على موقع قاعدة بيانات برودواي على الإنترنت (الإنجليزية)
- جيمس بروس على موقع قاعدة بيانات الأفلام السويدية (السويدية)
- جيمس بروس على موقع قاعدة بيانات الفيلم (الإنجليزية)
- جيمس بروس على موقع كينوبويسك (الروسية)